# 斯皮爾維爾 (堪薩斯州)
斯皮爾維爾（英語：Spearville）是一個位於美國堪薩斯州福特縣的城市。

## 地方資料
根據2020年美國人口普查的數據，斯皮爾維爾的面積為1.63平方千米，當中陸地面積為1.63平方千米，而水域面積為0.00平方千米。當地共有人口791人，而人口密度為每平方千米485.28人。